# 檢查 (大熊餐廳)
〈檢查〉（英語："Review"），是美國喜劇劇集《大熊餐廳》的第一季第七集，由劇集主創人克里斯多福·斯托勒執導，喬安娜·察洛編劇，並於2022年6月23日在Hulu首播。該分集以一鏡到底的形式拍攝，時長只有20分鐘，較平均時長約40分鐘的其他分集短。
該分集普遍獲得正面評價，主要在劇情原創性、拍攝方法、執導技巧、演員表現、角色設計、混音和戲劇張力等方面受到褒揚。該分集亦獲得多個獎項提名，以及被部份媒體評選為2022年度最佳電視劇分集之一。

## 劇情
午餐開始前二十分鐘，廚房裡的眾人正在各自忙碌。埃布拉海姆（埃德溫·李·吉布森飾）發現有雜誌刊登了關於餐廳的食評，原來先前獲辛妮（阿尤·艾德維利飾）贈送燉飯的那位顧客就是食評家，而且他對燉飯的評價正面。這時，卡米（傑瑞米·艾倫·懷特飾）進入廚房，他要埃布拉海姆不要再讀下去。
蒂娜（麗莎·科倫-扎亞斯飾）的兒子路易（佩德羅·恩里克飾）被開除學籍，因此蒂娜帶著他到餐廳，並請求卡米讓兒子在餐廳學習烹飪。眾人亦開始著手預備午市，期間辛妮和里奇（艾邦·摩斯-貝克許飾）就是否在餐單加入義大利燉飯而爭執。禍不單行，由於辛妮忘記關閉外帶服務系統，因此餐廳接到數百張訂單。卡米大怒，但也只得硬著頭皮應付，並為眾人分配工作，務求在十分鐘內預備好食材。
過程中，為了證明自己不是冗員的里奇嘗試處理辣醃菜，但辛妮認為里奇是在幫倒忙，並以自己一向負責菜膳檯為由而對他破口大罵，更稱他為「失敗者」。卡米阻止二人爭吵，但甜品師馬克斯（萊昂內爾·博伊斯飾）卻在這時興奮地告訴他自己終於研製出新款甜甜圈。剛才催促過馬克斯讓他快點做蛋糕的卡米控制不住情緒，大聲斥責馬克斯，並將他的甜甜圈丟到地上。此舉令馬克斯非常失望，決定辭職。同時，手持刀子的辛妮在狹窄的通道上誤將里奇捅傷，雖然里奇自稱沒有大礙，但辛妮卻被嚇呆。距離開店尚餘一分鐘，卡米詢問辛妮一切是否妥當，但辛妮卻告訴他自己即時辭職。精神崩潰卡米癱坐在地上，隨手撿起馬克斯的甜甜圈試食，邊吃邊笑。里奇問他是否還打算開店，卡米沒有回應，並將點餐機和廚具砸爛發泄後離開廚房。

## 製作
該分集由劇集主創人克里斯多福·斯托勒執導，執行製作人喬安娜·察洛編劇。斯托勒坦言他原本並沒有打算以任何特殊形式拍攝該分集，直至開拍前的兩至三星期，創作團隊才決定以一鏡到底的形式拍攝，而他和察洛隨即修改劇本，讓整集的戲份能在一個鏡頭內拍攝。斯托勒亦指他雖然對原劇本非常滿意，但認為刪剪會破壞了整集的氛圍，因此決定在一鏡內完成拍攝。察洛則認為讓眾角色先前建立的成果在接近季尾的一集徹底被摧毀是符合基本的劇本框架，而且該分集中角色之間的對話散亂和毫無修飾，因此要配合攝影技巧來填補缺失。
斯托勒解釋劇組清楚之所以採用一鏡到底不是為了炫耀拍攝技巧，而是單純為了說好故事。為了籌備拍攝，斯托勒、攝影師安德魯·韋德（Andrew Wehde）和加里·馬盧夫（Gary Malouf）在影棚內計算和擬定好每位演員的移動路線，並以iPhone拍下作記錄。劇組曾數度打算在換景時中斷拍攝，並用後製技術串連，以降低拍攝難度，但斯托勒堅持要在一鏡內完成拍攝。整段戲碼最終拍了大概四、五次，眾演員都在每次演出作出新嘗試，其中艾邦·摩斯-貝克許會以更消極的態度演繹里奇，而阿尤·艾德維利則讓自己的狀態顯得更暴躁和焦慮。韋德指劇組最終並沒有選取拍攝得最完美的版本，令該分集最終呈現得更緊湊和更易令觀眾代入。
傑瑞米·艾倫·懷特指劇本在修改後依然保留了一些關鍵情節，但其餘部份則被改成一幅藍圖，讓眾演員有更大的演出空間，且能在一個鏡頭內完成拍攝。懷特讚揚該分集既能在劇情上不偏離故事線和角色設定，但同時建立起不讓觀眾喘息的戲劇張力。

## 評價
該分集普遍獲得正面評價。IGN的麗貝卡·瓦倫丁（Rebekah Valentine）指〈檢查〉的時長比同劇的其他分集短，而且以一鏡到底的形式拍攝，完美地呈現餐廳廚房面對混亂漸漸增多的情境，並帶出整部劇的高潮，因此形容該分集「特別令人震驚」；《影音俱樂部》的蒂姆·洛瑞（Tim Lowery）亦形容該分集的執導技巧是他當年在電視上看過最令人佩服的；而《滾石》的阿蘭·塞平沃爾則認為「〈檢查〉雖與前幾集一樣是關於餐廳廚房中的亂象，但差別在於觀眾已經在卡米、辛妮、馬克斯等角色身上投入情感。因此該分集雖然仍是個震撼彈，但這次卻擊中觀眾在乎的角色和他們之間的衝突事件上，非常出色」。
Vulture的瑪拉·埃金（Marah Eakin）給予〈檢查〉5星評分（滿分5星），形容該分集精彩得應該成為戲劇學校的教材，向學生展示在短短二十分鐘的電視分集裡可以添加多少戲劇張力、背景故事和劇情解說。Decider的妮可·加魯奇（Nicole Gallucci）則將〈檢查〉與同樣以一鏡到底拍攝的電影《原鑽》作比較，形容該分集為卓越和富感染力，能夠以藝術形式刻劃出繃緊的氣氛。她亦讚揚演員們略帶侵略性和自我防護心重的演繹，如實地將餐飲業界的高壓工作環境呈現出來，而且台詞都非常流暢和一語中的，配合一鏡到底的拍攝方法更令人眼花繚亂和沉迷其中。《衞報》的露西·曼根指卡米在該分集出現精神崩潰的跡象後，有在後續集數中收回伏筆，繼續探討他的精神健康問題，並對此劇情安排給予正面評價；Collider的黛娜·保爾森（Dina Paulson）讚揚〈檢查〉的結局，並形容「該分集在維持緊湊氛圍的同時，刻劃出情緒變化、自我療癒和吸收身邊人的感受等個人自然情感」。
此外，《好萊塢報導》、《電視指南》、Mashable、《滾石》、《獨立一線》、《娛樂週刊》、IGN和《Paste》皆將該分集列為2022年度最佳電視劇分集之一。

### 獎項與提名
| 年份 | 獎項                   | 類別                                     | 提名者                                                                                                  | 結果 | 參     |
| ---- | ---------------------- | ---------------------------------------- | --- | ---- | ------ |
| 2022 | 美國音響效果協會獎2022 | 劇集混音傑出表現 — 半小時                | 斯科特·D·史密斯（Scott D. Smith）、史蒂夫·吉亞瑪利亞（Steve Giammaria）、帕特里克·克里斯滕森（Patrick Christensen）、瑞安·克里森（Ryan Collison）、康納·納吉（Connor Nagy）     | 提名 | [ 21 ] |
| 2022 | 第75屆美國導演工會獎   | 最佳喜劇類電視劇導演                     | 克里斯托弗·斯托勒                                                                                       | 提名 | [ 22 ] |
| 2022 | 金膠卷獎2022           | 聲音特效傑出表現 — 短篇劇集              | 史蒂夫·吉亞瑪利亞、喬納森·富勒（Jonathan Fuhrer）、埃文·本傑明（Evan Benjamin）、安妮·泰勒（Annie Taylor）、萊斯利·布魯姆（Leslie Bloome）                   | 獲獎 | [ 23 ] |
| 2023 | 第75屆創意藝術艾美獎   | 最佳動畫喜劇或電視劇（半小時）音效剪輯   | 史蒂夫·吉亞瑪利亞、埃文·本傑明、喬納森·富勒、安妮·泰勒、克里斯·懷特（Chris White）、萊斯利·布魯姆、肖恩·布倫南（Shaun Brennan） | 待定 | [ 24 ] |
| 2023 | 第75屆創意藝術艾美獎   | 喜劇／劇情類劇集（半小時）及動畫最佳混音 | 史蒂夫·吉亞瑪利亞、史葛·D·史密斯                                                                        | 待定 | [ 24 ] |
| 2023 | 第75屆創意藝術艾美獎   | 喜劇類最佳導演                           | 克里斯托弗·斯托勒                                                                                       | 待定 | [ 24 ] |

## 外部連結
- 互联网电影数据库上檢查的资料（英文）